# Xã Elk Creek, Quận Jasper, Iowa
Xã Elk Creek (tiếng Anh: Elk Creek Township) là một xã thuộc quận Jasper, tiểu bang Iowa, Hoa Kỳ. Năm 2010, dân số của xã này là 473 người.